# بيريت
البيريت هو معدن ينتمي إلى مجموعة معادن الكبريتيدات ويشتهر باسم الذهب الكاذب لكون كثير من الذين يبحثون عن الذهب يخلطون بين الذهب والبيريت لتشابهما في اللون والشكل تقريبا.
يدخل معدن البيريت في تركيب بعض الصخور الرسوبية، ويتميز بأنه أصفر اللون وله بريق معدني. وتتبع بلوراته نظام بلوري مكعب ، حيث أن لها ثلاثة محاور متساوية في الطول ومتعامدة على بعضها البعض. واسم (البيريت) جاء من اللغة اليونانية، ويعني (حجر النار) وذلك لأنه إذا ما احتكت قطعتان من البيريت سوف تولد شرارة.
يتكون هذا المعدن كيميائياً من كبريتيد الحديد، وهو معتم ويُستخدم في تحضير حامض الكبريتيك وبعض الأصباغ. وقد صنع منه القدماء الفنيقيين المرايا، ويتحلل هذا المعدن في حامض النيتريك، كما أنه ينصهر بسهولة، وتوجد به بعض آثار من الذهب والفضة. وتوجد الصخور التي تحتوي على البيريت في إسبانيا وإيطاليا والنرويج واليونان والسويد وألمانيا والولايات المتحدة.

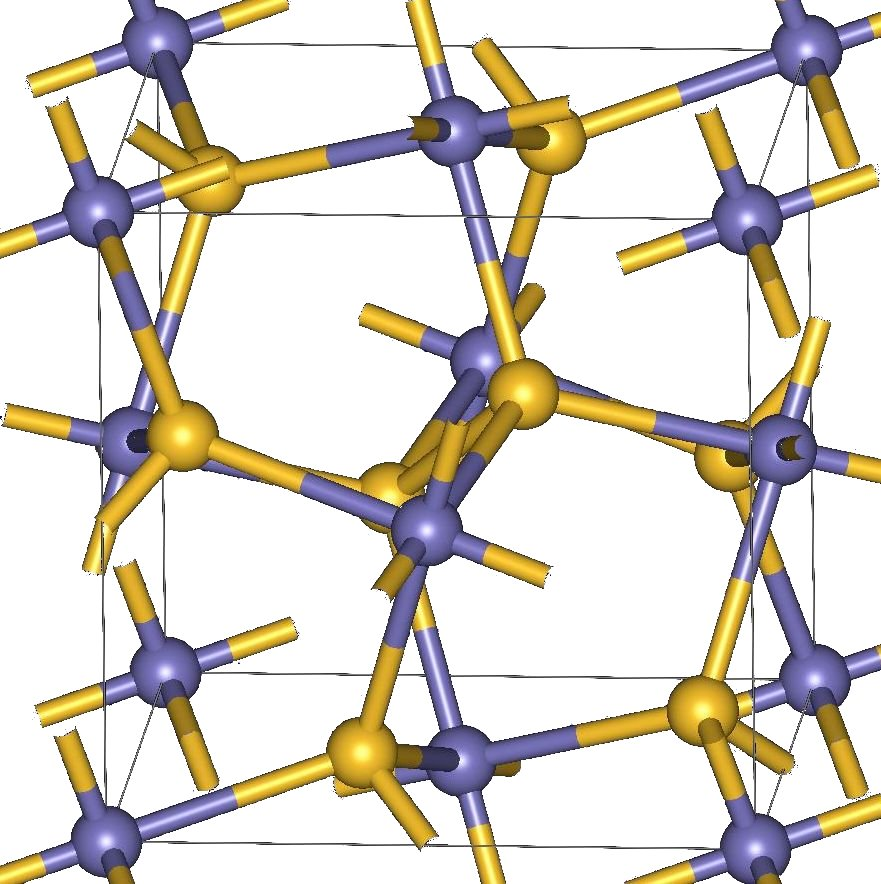
شكل بلورة البيريت.

## الخواص الكيميائية
الصيغة الكيميائية: FeS2
نسبة الحديد: 6‚46%.
نسبة الكبريت:4‚53%.
تركيب البيريت يتكون من خام الكبريت وكميات أخرى صغير من الخامات الأخرى مثل الكوبالت والنيكل والفضة والذهب.
واللون يكون غالبا اصفر نحاسي ولكن في بعض الأحيان قد يكون أغمق من اللون الأصفر وذلك نتيجة الصدأ.

## الخواص الفيزيائية
المخدش أو المحك : أسود مائل للخضرة أو بني اللون أو اسود مخضر .
الصلابة أو الصلادة : تتراوح بين 6 و 6.5.
الشفافية: معتم.
الشكل البلوري : متماثل ومتجانس وكامل التبلور ويكون غالبا مكعب الشكل أو اثني عشري، وأحيانا ثماني الوجوه.
الوزن النوعي:تتراوح بين 4.9 إلى 5.2.
البريق : فلزي.
المكسر : محاري.
التماسكية : هش.
قد يحتوي المعدن على كميات بسيطة من النيكل والكوبالت والزرنيخ وعادةً ما يحتوي على كميات ضئيلة من الذهب والنحاس والتي توجد كشوائب ميكروسكوبية.
يتحلل معدن البيريت بسهولة ويتأكسد إلى أكاسيد الحديد عادةً (الليمونيت) وبالتالي لا يستخدم في الأغراض البنائية نظراً لسهولة تأكسده والتي تؤدي إلى تفتت الصخر.
التبلور: غالباً ما يكون على شكل المكعب، ومعدن البيريت من المعادن شائعة الوجود، ويتكون المعدن في درجات الحرارة العالية والمنخفضة، ولكن بسبب الرواسب الضخمة يحتمل أن تكون قد تكونت في درجات حرارة عالية، كما يوجد البيريت كمعدن إضافي في الصخور النارية، وأيضاً في الصخور المتحولة والعروق، وكذلك يوجد بصفة شائعة في الصخور الرسوبية.
ويتواجد مع البيريت عادةً معادن أخرى مثل الكالكوبيريت والسفاليريت والجالينا.

## أماكن التواجد
يتواجد معدن البريت في إسبانيا وإيطاليا والنرويج واليونان والسويد وألمانيا والولايات المتحدة.وأيضا في مصر منتشراً في كثير من العروق والصخور النارية والمتحولة والرسوبية في الصحراء الشرقية وشبه جزيرة سيناء والصحراء الغربية.ولكنه لا يوجد بكميات كبيرة ذات قيمة اقتصادية.

## الاستخدامات

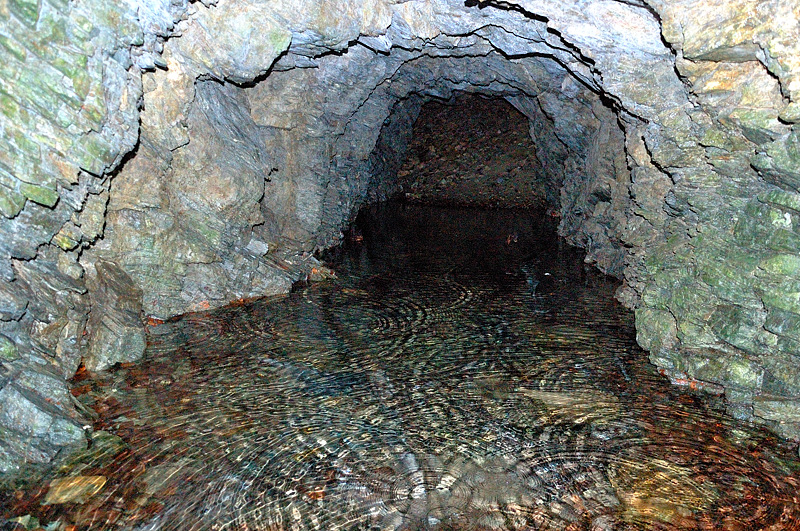
منجم قديم مهجور استُخرج منه الذهب والبيريت.

كان في الماضي يستخدم كمصدر للكبريت ولكن الآن غالبا يستخدم كحجر كريم في المصوغات الذهبية وأيضا يمتاز البريت بخاصية المقاومة السلبية، ولذا يستخدم في صناعة بعض الدوائر الإلكترونية، وكذلك كمصدر للحديد في البلاد التي تفتقر إلى رواسب أكاسيد الحديد فيها، وكمصدر للنحاس الذهب.ويستعمل أيضا بشكل أساسي في صناعة حمض الكبريت. وأيضا في إنتاج كبريتات الحديدوالتي تستخدم في الصباغة وصناعة الحبر وأغراض كيميائية مختلفة.
قد يمزج البريت مع معدن آخر هو المرقشيت ولكن يختلفان بالشكل البلوري والأخير ليس حجر كريم.

## صور البيريت في الطبيعة

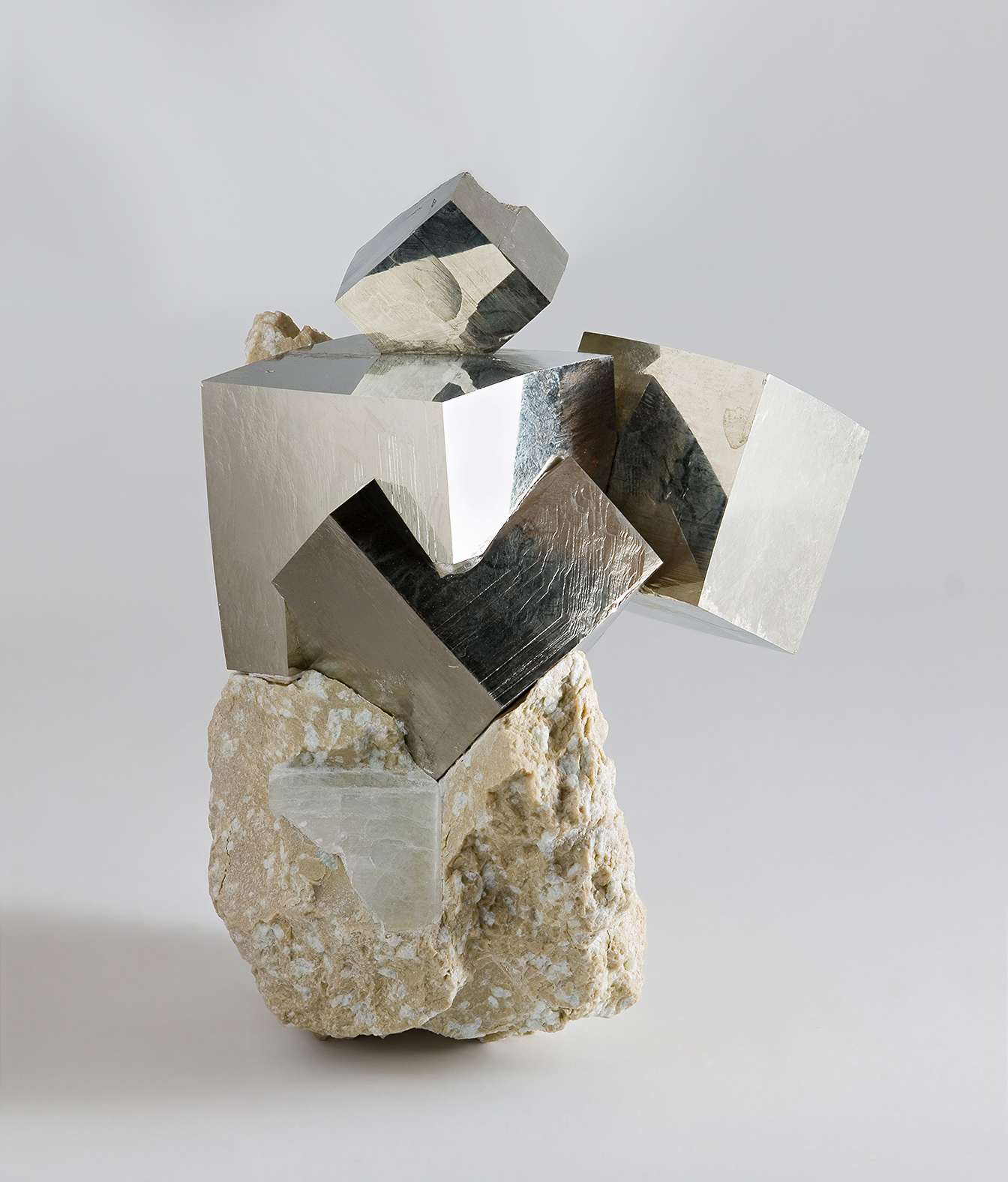
البيريت المستخرج من منجم فيكتوريا في لايروخا، أسبانيا
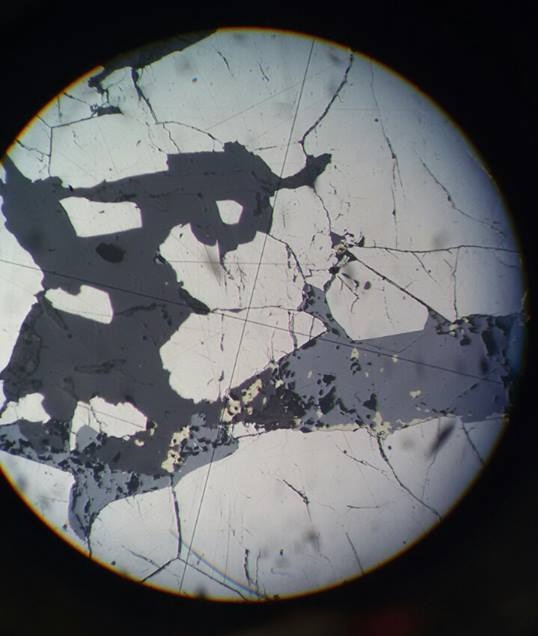
قطاع مصقول لمعدن البيريت تحت المجهر المستقطب.
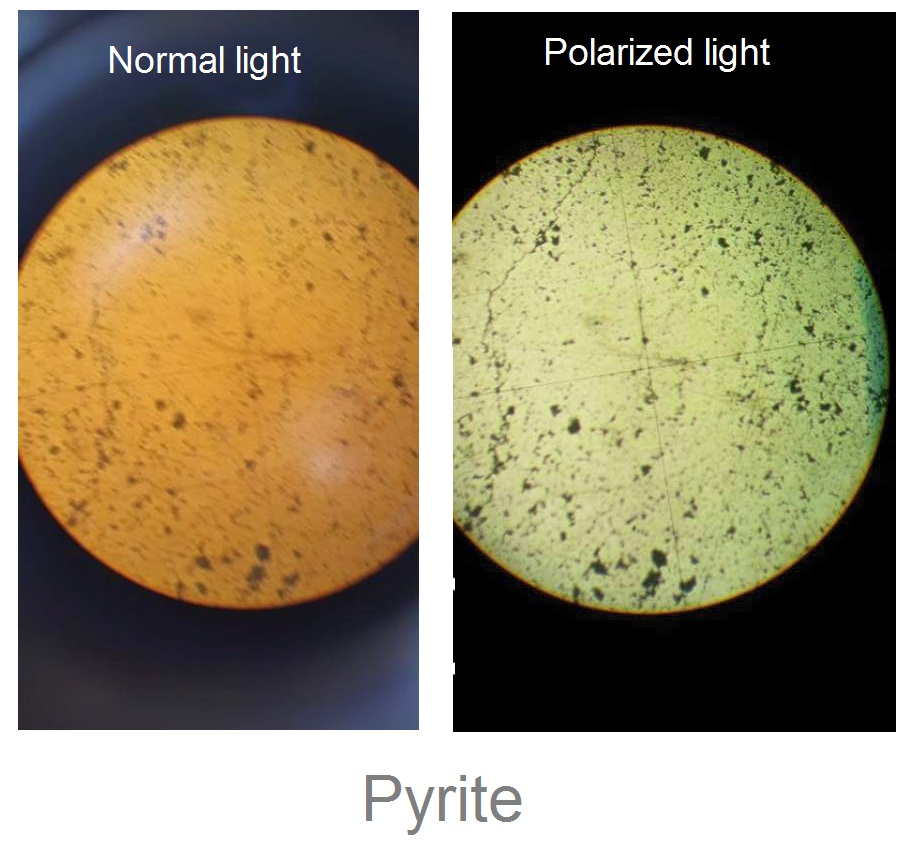
البيريت تحت المجهر العادي والمستقطب